# Eròfila
Eròfila (Erophila verna o Draba verna) és una espècie de planta brassicàcia. Té una distribució holàrtica i és l'única espècie del gènere Erophila que prolifera naturalment als Països Catalans (per això rep el nom d'eròfila). És una planta petita, habitualment de 5 a 15 cm d'alçada. Habita pradells terofítics a la terra baixa i muntanya mitjana (la subespècie E. verna praecox fins als 1.000 metres d'altitud, la subespècie E. verna spathulata arriba a viure fins als 1.900 metres d'altitud) Floreix molt aviat, als Països Catalans ho fa de gener a maig. És una espècie molt polimorfa amb tres subespècies (E. verna praecox, E. verna verna i E. verna spathulata). És una herbàcia anual, amb una o diverses tiges; les fulles són totes en roseta, lanceolades o oblongues, enteres o poc dentades, de 0,5-1,5 x 0,2-0,5 cm; pètals blancs, bífids o bipartits; silícula el·líptica o oblonga glabra de 4-12 x 1,4 mm. Segons Plants for a Future aquestes plantes són comestibles.